# The Forbidden Room (film, 1919)
Pour les articles homonymes, voir The Forbidden Room.
Pour plus de détails, voir Fiche technique et Distribution.
The Forbidden Room (littéralement : La Chambre interdite) est un film muet américain réalisé par Lynn Reynolds, sorti en 1919.

## Fiche technique
- Titre : The Forbidden Room
- Réalisation : Lynn Reynolds
- Scénario : W.S. Van Dyke
- Photographie : Devereaux Jennings, William A. Reinhart, George Richter
- Producteur : William Fox
- Société de production :  Fox Film Corporation
- Société de distribution :  Fox Film Corporation
- Pays de production :  États-Unis
- Langue : film muet avec les intertitres en anglais
- Métrage : 1 500 m (5 bobines)
- Format : Noir et blanc — 35 mm — 1,33:1 — Muet
- Genre : Film dramatique, Film de guerre, Western
- Durée : 50 minutes
- Date de sortie : 
  - États-Unis : 2 mars 1919

## Distribution
- Gladys Brockwell : Ruth Lester
- William Scott : Anthony Curtis
- J. Barney Sherry : Mason Clark
- Harry Dunkinson : le chef de la police
- Al Fremont : le détective
- William Burgess : l'avocat
- Tom Guise (en) : le directeur de l'hôtel
- Louis King : le mouchard
- Robert Dunbar : le juge
- Lillian West : la sténographe
- Virginia Lee Corbin : Virginia Clark
- Francis Carpenter : Francis Clark